# Pseudophegopteris paludosa
Pseudophegopteris paludosa är en kärrbräkenväxtart som först beskrevs av Bl., och fick sitt nu gällande namn av Ren-Chang Ching. Pseudophegopteris paludosa ingår i släktet Pseudophegopteris och familjen Thelypteridaceae. Inga underarter finns listade.